# Campsicnemus mundulus
Campsicnemus mundulus är en tvåvingeart som beskrevs av Hardy och Linda M. Kohn 1964. Campsicnemus mundulus ingår i släktet Campsicnemus och familjen styltflugor. Inga underarter finns listade i Catalogue of Life.